# Бета-спектрометр
Бе́та-спектро́метр (рос. бета-спектрометр, англ. beta spectrometer, нім. Beta-Spektrometer) — прилад, за допомогою якого досліджують спектр (розподіл за енергією) бета-частинок. Принцип дії Б-с. полягає в просторовому розведенні траєкторій руху заряджених частинок у магн. полі в залежності від їх імпульсів.
Бетаспектрометри використовуються для аналізу енергії (енергетичного спектру) електронів і позитронів, що виділяються при розпаді ядер. Бетоспектрометри також використовуються для дослідження продуктів, що входять до складу вторинних електронів (електронів збудження, фотоелектронів тощо). Режим роботи оснований на зміні заряджених частинок під впливом електричного та магнітного полів. Тонка радіоактивна слюда або алюмінієва фольга використовується як джерело енергії. Енергія фіксується на фотопластиках або на детекторах. Існує багато типів бетаспектрометрів. Найчастіше використовуються магнітні бетаспектрометри. Для поліпшення роботоздатності бетаспектрометрів використовується магнітне поле; це також називається подвійним фокусуванням. Бетаспектрометри з магнітним полем досить поширені, при цьому магнітне поле утворюється в котушці (соленоїді).
Основними характеристиками Б.-с. є світлосила і роздільна здатність. Під світлосилою розуміють відношення числа електронів (або позитронів), яке використовується для аналізу, до повного числа часток, що випускаються радіоактивним джерелом. Світлосила Б.-с. залежить від їх конструкції і зазвичай становить від кількох десятих відсотка до декількох десятків відсотків. Роздільною здатністю Б.-с. називається найменше розходження в енергії (або, частіше, в імпульсі) електронів, яке може бути відмічено приладом. Роздільна здатність прецизійних Б.-с. досягає 0,01%. Як правило, прилади з кращою роздільною здатністю володіють меншою світлосилою.